# Spreewälder Gurken

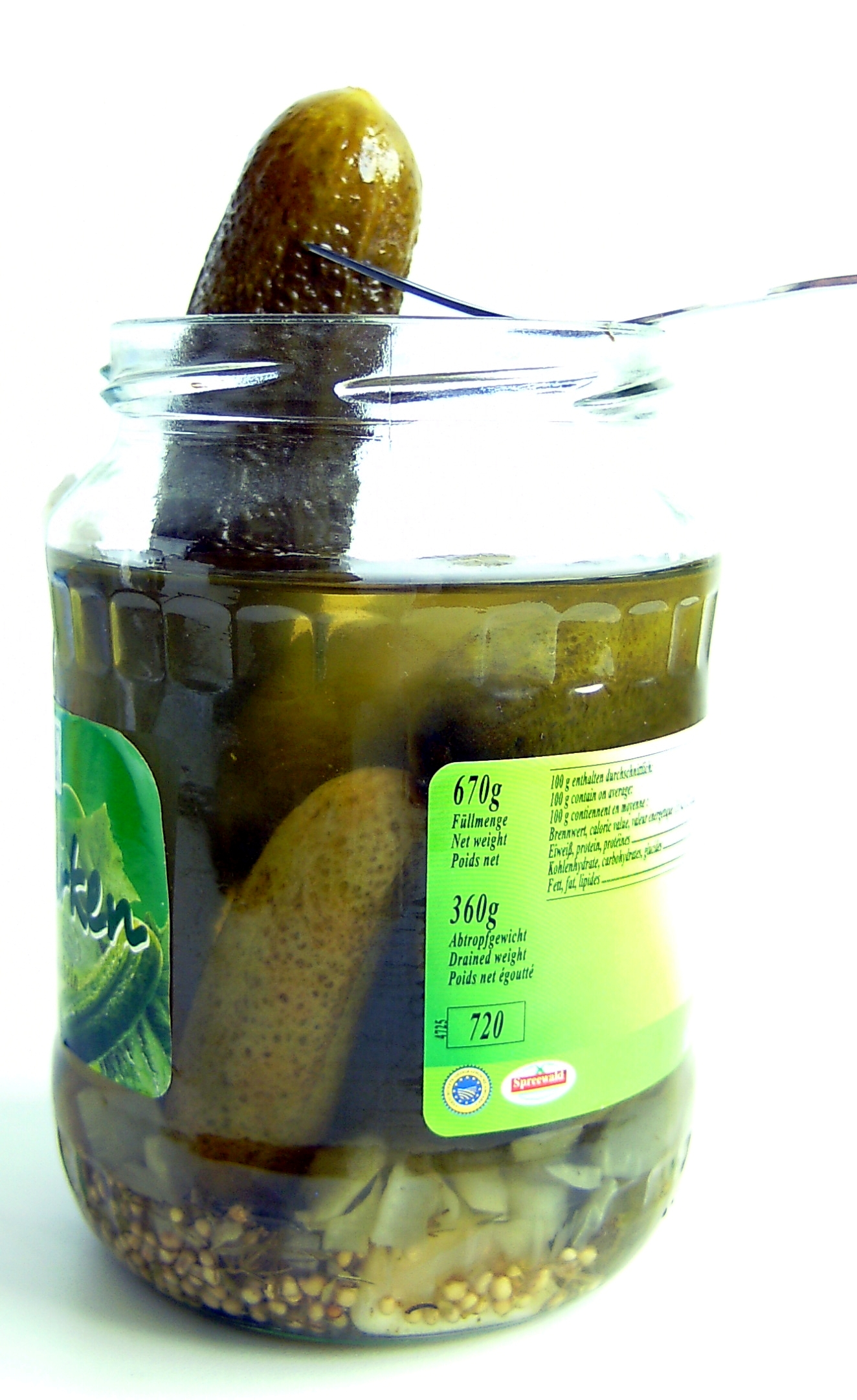
Spreewälder Gurken im Glas

EU-Gemeinschaftszeichen g.g.A. gemäß Verordnung (EWG) Nr. 628/2008 der Europäischen Kommission

Spreewälder Gurken ist eine geschützte geographische Angabe (g.g.A.) für eingelegte Gurken aus Brandenburg.

## Geschichte und Herstellung
Bereits im 7./8. Jahrhundert wurden im Gebiet des Spreewalds Gurken angebaut. Von Niederländern, die im 16. Jahrhundert in die Gegend um Lübbenau einwanderten, wurde der Gurkenanbau intensiviert, sodass der Anbau von Gurken bis zum Ende des 17. Jahrhunderts der wichtigste Wirtschaftszweig der Region wurde.
In den 1870er Jahren beschrieb auch Theodor Fontane die Gurke als Spitze der landwirtschaftlichen Produkte im Brandenburger Spreewald:

„Die Spreewaldprodukte haben nämlich in Lübbenau ihren vorzüglichsten Stapelplatz und gehen erst von hier aus in die Welt. Unter diesen Produkten stehen die Gurken obenan. In einem der Vorjahre wurden seitens eines einzigen Händlers 800 Schock pro Woche verkauft. Das würde nichts sagen in Hamburg oder Liverpool, wo man gewohnt ist, nach Lasten und Tonnen zu rechnen, aber »jede Stelle hat ihre Elle«, was erwogen für diese 800 Schock eine gute Reputation ergibt.“

Durch Fortschritte am Ende des 19. und im 20. Jahrhundert wurden Techniken entwickelt, um die eingelegten Gurken länger Haltbar zu machen. So war auch ein überregionaler Export möglich.
Die feuchten humusreichen Böden und das Klima im Spreewald unterstützen das Wachstum der Gurken. Der spezielle Geschmack der Spreewaldgurken resultiert aus ihren Verarbeitungsformen und den beigefügten Gewürzen. Die Verarbeitung muss im Wirtschaftsraum Spreewald erfolgen und die verwendeten Gurken müssen zu 70 % dort erzeugt worden sein.
Während der Gärungsprozess in großen Fässern früher mehrere Wochen in Anspruch nahm, kommen die Gurken heute bereits nach eintägiger Verarbeitung in den Handel – sei es als Senf-, Gewürz- oder Salzgurken. Bei der Verarbeitung in den ca. zwanzig Einlegereien werden die Gurken auf siebzig Grad Celsius unter Zugabe von Natronlauge erhitzt. Zugaben wie Basilikum, Zitronenmelisse, Wein-, Kirsch- oder Nussblätter geben der Spreewaldgurke ihren Geschmack.
Während der Zeit der DDR wurde die Spreewaldgurke vom VEB Spreewaldkonserve Golßen angeboten. Nach der Wiedervereinigung Deutschlands 1990 war die Spreewaldgurke eines der wenigen DDR-Produkte, die ohne Unterbrechung weiter erhältlich waren. Die Gurke ist unter ihrem Markennamen Spreewälder Gurken erhältlich, der im März 1999 EU-weit geschützt wurde.

## Anbaugebiete
Gurkenfelder finden sich im gesamten Spreewald, dessen größter Teil seit 1990 als Biosphärenreservat Spreewald besonders geschützt ist. In folgenden Orten gibt es Einrichtungen, die über die Spreewaldgurke informieren:
- Boblitz: RABE Spreewälder Konserven (Rundgänge während der Gurkenproduktion zur Erntezeit)
- Golßen: Obst- und Gemüseverarbeitung Spreewaldkonserve (Besichtigungsmöglichkeit der Gurkenproduktion)
- Lehde: Gurkenmuseum Lehde in der Hotelanlage Starick
- Schlepzig: Bauernmuseum Schlepzig
- Lübbenau: Spreewaldmuseum

## Trivia

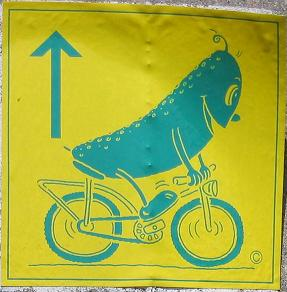
Gurken-Radweg

Auch im Westen erlangte die Gurke im Jahr 2003 Bekanntheit durch den mehrfach preisgekrönten Spielfilm Good Bye, Lenin! von Wolfgang Becker. In dieser Tragikomödie hat Daniel Brühl schon kurz nach der Wende große Schwierigkeiten, die von seiner Mutter (Katrin Saß) heißgeliebten Spreewaldgurken aufzutreiben, die er unbedingt braucht, um seiner kranken Mutter das Fortbestehen der aus ihrer Sicht „heilen DDR-Welt“ vorgaukeln zu können.
Im Spreewald gibt es den Gurken-Radweg, dessen Logo eine lachende Gurke auf einem Fahrrad zeigt.
Beim alljährlichen Spreewald-Marathon, der in den Disziplinen Laufen, Radfahren, Wandern, Paddeln und Inline-Skaten ausgetragen wird, heißt es beim Start „Auf die Gurke, fertig, los“.